# NGC 6948
NGC 6948 (другие обозначения — PGC 65256, ESO 187-9, AM 2039-533, IRAS20397-5332) — спиральная галактика (Sa) 12,9 звездной величины в созвездии Индеец. Имеет доминирующий в размере балдж элипсоидальной формы, диск незначительно искривлён. При наблюдении в радио-диапазоне пылевая полоса видна на всём балдже, и отдельная полоса проходит вдоль диска.
Открыта Джоном Гершелем 24 июля 1835 года. Описание Дрейера: «очень тусклый, довольно маленький, значительно вытянутый с несколько более яркой серединой». 